# Kornblomst
Kornblomst (Centaurea cyanus) er en 40-100 centimeter høj urt, der vokser som ukrudt i kornmarker.

## Beskrivelse
Kornblomst er en énårig, urteagtig plante med en slank, opret vækst. Planten danner først en roset af grundstillede blade. De kan af og til afvige fra stængelbladene ved, at bladpladerne danner flige ved stilken. Stænglerne er beklædt med stive hår, og de bærer spredtstillede blade. Bladene er smalt lancetformede med hel rand. Over- og undersiderne er ensartet grågrønne.
Blomstringen sker i juni-september, hvor man ser de endestillede kurve. Kurvsvøbene har frynsede, lysebrune-mørkebrune rande. De enkelte blomster er rørformede og klart blå i yderkanten af kurven, mens de midterste kan være lidt mørkere og mere violette i farven. Frugterne er nødder med håragtig fnok.
Rodnettet består af en dybtgående pælerod med talrige siderødder.
Højde x bredde og årlig tilvækst: 0,75 x 0,25 m (75 x 25 cm/år). Målene kan bruges til beregning af planteafstande i fx haver.

## Voksested
Arten formodes at have haft sit oprindelige hjemsted i lyse ege-fyrreskove, hvor agerbruget opstod i den Frugtbare Halvmåne. Under alle omstændigheder er den fulgt med som ukrudt under dyrkningen af emmer, enkorn og senere hvede og rug.
Ved en optælling af ukrudtsarter i agrene på et dyrkningsområde fra yngre stenalder ved Isars udmunding i Donau fandt man arten sammen med bl.a.: ager-gåseurt, ager-hejre, ager-stenfrø, almindelig fuglegræs, burre-snerre, enårig knavel, enårig rapgræs, gold hejre, klinte, læge-stefrø, muse-vikke, rug-hejre, smalbladet vikke, sommer-adonis, tadder-vikke, tag-hejre, tofrøet vikke og vellugtende kamille
| Portal | Portal:Botanik |

## Note
1. ↑  Andreas Lippert, Michael Schultz, Stephen J. Shennan and Maria Teschler-Nicola (Eds.): People and their Environment during the Neolithic and the Early Bronze Age in Central Europe (tysk)